# Classe Q et R
Pour les autres classes de navires du même nom, voir Classe R.
La classe Q et R est une série de 16 destroyers construite pour la Royal Navy pendant la Seconde Guerre mondiale.

## Conception
Il s'agissait de la reprise de la classe O et P, mais avec une coque modifiée pour améliorer l'hydrodynamique comme pour faciliter le grenadage anti-sous-marin, leur principale caractéristique étant leur proue carrée. Par contre, ils étaient équipés de canons de 120 mm au lieu de 102 mm. Le reste ne changeait pas. Seize navres seront construits, achevés courant 1942. Ils possédaient un mât tripode, remplacé en 1944 par un mât en treillis. Leur DCA fut portée à cette date à 2–4 pièces QF Mk V 40 mm et de 4-6 de 20 mm Oerlikon ou 8 seuls. Les grenades ASM étaient au nombre de 130 sur les mieux dotés, avec 4 à 8 mortiers. La proue carrée prouva sa grande efficacité et fut reprise en standard sur les destroyers, frégates et même croiseurs et cuirassés de la Royal Navy (comme le Vanguard).

## Service
Commandés en 1940, les navires ont été ordonnés dans le cadre du Programme d'Urgence de Guerre (en), également connu sous le nom de 3e et 4e Flottille d'Urgence.

## Les bâtiments

### Les destroyers du groupe Q
| Nom              | Pennant number | Lancement        | Service effectif  | Chantier naval                      | Fin de carrière                                                      | Photo |
| ---------------- | -------------- | ---------------- | ----------------- | ----------------------------------- | -------------------------------------------------------------------- | ----- |
| HMS Quality      | G62            | 6 octobre 1941   | 7 septembre 1942  | Swan Hunter Newcastle upon Tyne     | vendu à la Royal Australian Navy le 8 octobre 1945 et démoli en 1958 |       |
| HMS Quentin      | G78            | 5 novembre 1941  | 15 avril 1942     | J. Samuel White Cowes               | torpillé par des Junkers Ju 88 le 2 décembre 1942                    |       |
| HMS Quilliam     | G09            | 29 novembre 1941 | 22 octobre 1942   | Hawthorn Leslie and Company Hebburn | vendu à la Marine royale néerlandaise en 1945 et démoli en 1957      |       |
| HMS Queenborough | G70            | 16 janvier 1942  | 15 septembre 1942 | Swan Hunter Newcastle upon Tyne     | vendu à la Royal Australian Navy en 1950 et démoli en 1975           |       |
| HMS Quiberon     | G81            | 31 janvier 1942  | 6 juillet 1942    | J. Samuel White Cowes               | démoli en 1972                                                       |       |
| HMS Quadrant     | G11            | 28 février 1942  | 26 novembre 1942  | Hawthorn Leslie and Company Hebburn | prêté puis vendu à la Royal Australian Navy et démoli en 1963        |       |
| HMS Quickmatch   | G92            | 11 avril 1942    | 14 septembre 1942 | J. Samuel White Cowes               | démoli en 1972                                                       |       |
| HMS Quail        | G45            | 1er juin 1942    | 7 janvier 1943    | Hawthorn Leslie and Company Hebburn | coulé le 18 mai 1944                                                 |       |

### Les destroyers du groupe R
| Nom            | Pennant number | Lancement        | Service effectif | Chantier naval                                       | Fin de carrière                                      | Photo |
| -------------- | -------------- | ---------------- | ---------------- | ---------------------------------------------------- | ---------------------------------------------------- | ----- |
| HMS Rotherham  | H09            | 21 mars 1942     | 27 août 1942     | John Brown & Company Clydebank                       | vendu à la Marine indienne en 1948 et démoli en 1976 |       |
| HMS Raider     | H15            | 1er avril 1942   | 16 novembre 1942 | Cammell Laird Birkenhead                             | vendu à la Marine indienne en 1948 et démoli en 1979 |       |
| HMS Redoubt    | H41            | 2 mai 1942       | 1er octobre 1942 | John Brown & Company Clydebank                       | vendu à la Marine indienne en 1949 et démoli en 1979 |       |
| HMS Racehorse  | H11            | 1er juin 1942    | 30 octobre 1942  | John Brown & Company Clydebank                       | démoli en 1949                                       |       |
| HMS Relentless | H85            | 15 juillet 1942  | 30 novembre 1942 | John Brown & Company Clydebank                       | démoli en 1971                                       |       |
| HMS Rapid      | H32            | 16 juillet 1942  | 20 février 1943  | Cammell Laird Birkenhead                             | coulé comme cible le 13 septembre 1981               |       |
| HMS Rocket     | H92            | 28 octobre 1942  | 4 août 1943      | Scotts Shipbuilding and Engineering Company Greenock | démoli en 1967                                       |       |
| HMS Roebuck    | H95            | 10 décembre 1942 | 10 juin 1943     | Scotts Shipbuilding and Engineering Company Greenock | démoli en 1969                                       |       |